# Friedrichshof (Grüneberg)

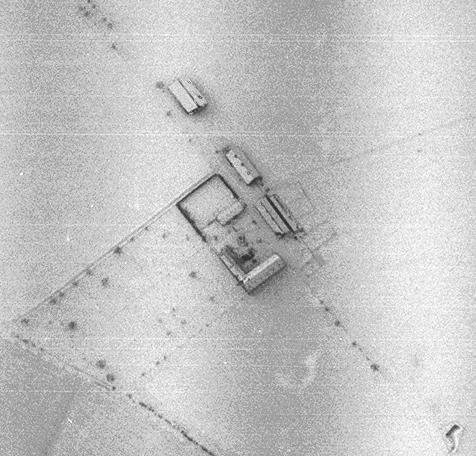
Friedrichshof (1945)

Der Friedrichshof am Grüneberg ist ein ehemaliger Ortsteil von Mertesdorf im Landkreis Trier-Saarburg in Rheinland-Pfalz.
Das Anwesen entstand um die Wende vom 19. zum 20. Jahrhundert und ist vermutlich benannt nach Friedrich von Handel, dem ersten weltlichen Besitzer des nahegelegenen Schlosses Grünhaus und Großvater von Friedrich von Solemacher-Antweiler. Der Wohnplatz wurde forstlich und landwirtschaftlich genutzt.
Nach Meyers Orts- und Verkehrslexikon hatte das Forsthaus Friedrichshof (Grüneberg) 1912/1913 sechs Einwohner.
Seit etwa Anfang der 1970er Jahre war die Anlage unbewohnt, wurde aber noch wirtschaftlich genutzt. Mehrmals war sie von größeren Bränden betroffen (1937, 1938, 1980, 1994). Nach dem letzten Brand, der durch Brandstiftung von Jugendlichen entstanden war, wurden die Gebäude aufgegeben. Heute sind nur noch Ruinen vorhanden.